# L'Ange des neiges

L'Ange des neiges (Christmas Cupid) est un téléfilm de Noêl américain réalisé par Gil Junger et diffusé le 12 décembre 2010 sur la chaîne ABC Family puis en France le 19 décembre 2011 sur M6.

## Synopsis
À l'approche de Noël, Sloane Spencer (Christina Milian), une femme d'affaires connue et égoïste, est hantée par le fantôme de la célèbre actrice Caitlin Quinn (Ashley Benson). Caitlin (et trois autres fantômes qui prennent comme forme d'anciens petits amis de Sloane) essaye de convaincre Sloane de changer son mode de vie et de la réunir avec son ancien petit ami de l'université, Patrick (Chad Michael Murray).

## Fiche technique
- Titre original : Christmas Cupid
- Titre français : L'Ange des Neiges
- Réalisation : Gil Junger
- Scénario : Aury Wallington (en)
- Durée : 85 minutes
- Pays : États-Unis

## Distribution
- Christina Milian (VF : Fily Keita) : Sloane Spencer
- Ashley Benson (VF : Karine Foviau) : Caitlin Quinn
- Chad Michael Murray (VF : Yoann Sover) : Patrick
- Burgess Jenkins (VF : Bruno Choël) : Andrew Craig
- Jackée Harry (VF : Maïk Darah) : la mère de Sloane
- Ashley Johnson (VF : Bénédicte Rivière) : Jenny
- Ryan Sypek (VF : Alexandre Gillet) : Jason
- Patrick Johnson (VF : Nathanel Alimi) : Craig
- Cara Mantella (VF : Malvina Germain) : Ella Parker
- Justin Smith (en) : Ed

 Source et légende : version française (VF) sur RS Doublage

## Accueil
Le téléfilm a réuni 3,398 millions de téléspectateurs lors de sa première diffusion.